# Дюрбе в селі Айвове
Дюрбе в селі Айвове — мавзолей XVI—XVII ст. в селі Айвове (Качі, Ефендікой), що простягнулося вздовж річки Кача, розташована пам'ятка XVII століття — мавзолей, у якому, існує припущення, спочиває вічним сном вчений Хусеїн Ефенді.

## Історичні відомості
Перша згадка турецьким мандрівником Евлія Челебі про цю споруду датується 60-ми роками XVII століття. 1666 року він перебував у селі з відвідинами існуючого на той час у цій місцевості суфійського центру.
Дюрбе, відоме серед кримських татар під назвою Уч-Азіс-дюрбесіта, є єдиною вцілілою з трьох усипальниць, що існували в Айвовому до захоплення більшовиками, оскільки приміщення було вирішено використовувати як сарай.

## Архітектура дюрбе
Мавзолей зведений з ракушняка та бутового каміння і має квадратну основу, що потім переходить у восьмикутну споруду заввишки 7,5 м і завтовшки стін 0,8 м. Є яскравим зразком східновізантійського архітектурного стилю.
Вхід до приміщення розташовано в нижній частині південної сторони, а поруч, правіше — горизонтальне вікно. Підлога в дюрбе не вимощена, а стеля має куполоподібну форму з металевим покриттям.

## Сучасна історія мавзолею
Споруда зазнала пошкоджень під час землетрусу 1927 року та наприкінці Другої світової війни через вибух снаряду. У післявоєнний час дюрбе було дещо відновлене, але наразі знову потребує серйозної реставрації.

## Використані джерела
1. http://smorodina.com/objects/dyurbe-mavzoley [Архівовано 5 березня 2016 у Wayback Machine.]
2. http://www.rostovgid.ru/architecture/building/dyurbe-mavzoley-xvii-xviii-vekov.html(рос.)%5Bнедоступне+посилання+з+липня+2019%5D
3. https://web.archive.org/web/20141006095537/http://imuslim.net/?item=149#.VdOIrnHtmko